# Уточкин, Сергей Исаевич
Серге́й Иса́евич У́точкин (30 июня [12 июля] 1876, Одесса — 31 декабря 1915 [13 января 1916], Петроград) — один из первых русских авиаторов и лётчиков-испытателей; спортсмен — фехтовальщик, пловец, яхтсмен, боксёр, футболист, вело-, мото- и автогонщик начала XX века, популяризатор авиации в России в 1910—1914 годах. Совершил десятки демонстрационных полётов во многих городах Российской империи. Его полёты наблюдали будущие лётчики и авиаконструкторы: В. Я. Климов и С. В. Ильюшин (в Москве), Г. М. Бериев, Н. Н. Поликарпов (в Орле), А. А. Микулин и И. И. Сикорский (в Киеве), С. П. Королёв (в Нежине), П. О. Сухой (в Гомеле), П. Н. Нестеров (в Тифлисе) и другие. «Из многих виденных мною людей он самая яркая по оригинальности и по духу фигура», — написал о нём редактор «Одесских новостей», писатель А. И. Куприн.

## Биография

Памятник Сергею Уточкину в Одессе, расположенный по адресу ул. Дерибасовская 22 в доме, в котором располагалась синема́, открытая братьями Уточкиными — «УточКино»

### Ранние годы
Родился 12 июля (30 июня по старому стилю) 1876 года в Одессе, по адресу переулок Успенский дом 23. В церковной книге Успенской церкви Херсонской духовной консистории в Одессе сделана запись:

У одесского 2-й гильдии купца Исая Кузьмича сына Уточкина и его законной жены Аустиньи Стефановны, оба православные, родился сын Сергей.

Отец принадлежал ко 2-й купеческой гильдии, был успешным строительным подрядчиком. Родители Сергея Уточкина рано ушли из жизни, и он с двумя братьями воспитывался родственниками. В детстве испытал шок, в результате чего остался заикой на всю оставшуюся жизнь. Обучался в Одесском коммерческом училище Св. Павла, но в 15 лет оставил учёбу ради занятий спортом. Жил в Одессе в доме по адресу: переулок Успенский дом 11.

### Спортивная карьера
Сергей Исаевич Уточкин в автобиографическом очерке «Моя исповедь», опубликованной в 1913 году, писал, что успешно занимался пятнадцатью видами спорта. Не обладая исключительными природными данными, он добился успехов в спорте благодаря трудолюбию и силе воли. Уточкин становился чемпионом Одессы в соревнованиях по конькобежному спорту, теннису, фехтованию, гребле, плаванию, боксу и борьбе. Самостоятельно строит яхту и побеждает на ней в парусных регатах, и даже опускается на дно моря в водолазном костюме. Становится одним из первых русских футболистов, выступая за любительскую команду Одесского британского атлетического клуба. В то время футбол в России культивировался в основном среди иностранцев, но Уточкин ломает эту традицию и основывает в Одессе два футбольных клуба и избирается капитаном одного из них. Одним из первых в России освоил роликовые коньки. Занимался джиу-джитсу, прыгал с парашютом; в дальнейшем — стал велогонщиком, мотогонщиком и автогонщиком.

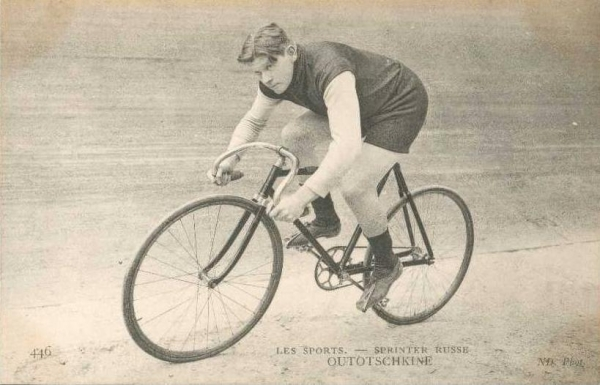
Сергей Уточкин на велотреке

Будучи разносторонним спортсменом, наибольших успехов добился как велогонщик. Писатель-одессит Валентин Катаев в своих воспоминаниях отметил: «Велосипед был его стихией». На рубеже веков в конце XIX — начале XX века Одесса была центром велосипедного спорта юга России. Весной 1890 года Уточкин становится членом Одесского общества велосипедистов-любителей, после чего в течение последующих двадцати лет многократно побеждает на соревнованиях в России и за её рубежами. Сергей Уточкин становился неоднократным чемпионом и рекордсменом России и завоевывал призы на международных соревнованиях в Европе. Зачастую Уточкин, уступая более именитым соперникам в опыте, добывал победу благодаря выдержке и выносливости, позволявшими ему сохранять силы для спринта на финише. Умение финишировать сделало Сергея Уточкина известным велогонщиком и в Европе. 1895—1905 годы стали временем огромной популярности велосипедного спорта в России, и Сергей Уточкин считался непревзойденным спринтером и был любимцем публики. Его другом был молодой велогонщик и цирковой артист Харитон Славороссов, впоследствии тоже ставший известным авиатором.
По свидетельству самого Сергея Уточкина, именно навыки, полученные в ходе занятий спортом, помогли ему впоследствии самостоятельно и в короткие сроки освоить управление различными воздухоплавательными аппаратами, в первую очередь — аэропланами.

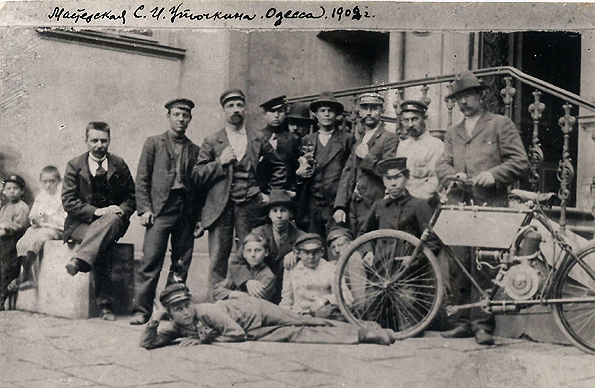
Мастерская Сергея Уточкина в Одессе

Сергею Уточкину было недостаточно побеждать на велотреке или футбольном поле, он хотел расширить пределы человеческих возможностей. Для этого он бегал наперегонки с одесским паровым трамваем, соревновался на велосипеде со скаковой лошадью, а на роликовых коньках — против велосипедиста, причём, с неизменным успехом. Знаменитая Потёмкинская лестница стала для него источником спортивных трюков: он спускался по её ступеням на велосипеде, мотоцикле и автомобиле. Как спортсмен, Сергей Уточкин добился славы и признания, и среди одесских велосипедистов заикание стало считаться особым шиком. Александр Куприн писал:

…если есть в Одессе два популярных имени, то это имена бронзового Дюка, стоящего над бульварной лестницей, и Сергея Уточкина — кумира рыбаков, велосипедистов всех званий и возрастов, женщин, жадных до зрелищ, и уличных мальчишек.— Александр Куприн «Над землёй» (1909)
Однако, никакого состояния Уточкин не нажил, а, напротив, тратил личные средства на покупку спортивного снаряжения и поездки на соревнования в России и Европе. Расходы существенно увеличились после того, как С. И. Уточкин увлёкся воздухоплаванием и авиацией. При этом он никогда никому не отказывал в материальной помощи, а его щедрость и отзывчивость были хорошо известны в Одессе.

### Пропагандист авиации

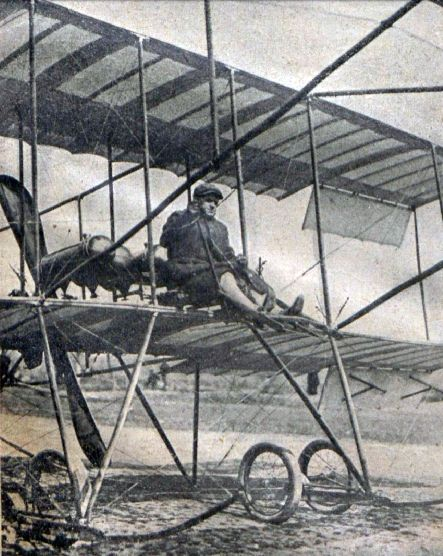
Сергей Уточкин на аэроплане, 1910

2 октября 1907 года в Одессе, после нескольких неудачных попыток, Сергей Уточкин совершил самостоятельный полёт на приобретенном им воздушном шаре. Полёт происходил на высоте 1200 м. Затем в 1908 году он с товарищами совершал полёты в Египте.
Осенью 1908 г. французский авиатор Анри Фарман совершил перелёт длиной почти в 30 км во Франции на биплане конструкции братьев Фарман, а 25 июля 1909 года его соотечественник Луи Блерио на моноплане собственной конструкции перелетел из Франции в Англию через пролив Ла-Манш, за что был награждён орденом Почётного легиона. Эти и другие события в мире, связанные с авиацией, а также начавшиеся в 1909 году в России демонстрационные полёты иностранных лётчиков, вызвали в русском обществе неподдельный интерес к воздухоплаванию. В это время целый ряд русских пилотов, в том числе из Одессы, начали обучение за границей. 31 марта (13 апреля) 1910 года Сергей Уточкин впервые поднялся в воздух на биплане «Фарман-IV», принадлежавшем одесскому банкиру С. Ксидиасу.
Уточкин позже выкупил у него самолёт и использовал в своём турне по городам Российской империи. Он стал вторым дипломированным лётчиком в истории воздухоплавания в России (первым был Михаил Ефимов). Если М. Ефимов учился летать во Франции в школе Фармана, то Уточкин сделал это самостоятельно и весной 1910 года сдал экзамены на звание пилота-авиатора в Одесском аэроклубе, затем подтвержденное Императорским всероссийским авиаклубом (ИВАК). Уже в мае 1910 года Уточкин приступил к показательным полётам в Киеве, Москве, Харькове и Нижнем Новгороде.
В общей сложности Сергей Уточкин совершил в 1910—1912 годах около 150 полётов в 70 городах России и за её пределами. Например, 11 мая 1910 года газета «Русское слово» так описала выступление Уточкина на Ходынском поле в Москве:

Первый раз полёты С. И. Уточкина дали такой хороший сбор, как в последний день, 9-го мая, и первый же раз С. П. Уточкин не выполнил ни одного номера объявленной программы.
Первый полёт занял 3 слишком минуты. Уточкин плавно описал 3 круга над ипподромом и красиво опустился. Затем, вместо следуемого по программе полёта на высоту 200 метров, объявлен был полёт на время.
После долгой возни около аэроплана, наконец, зажужжал пропеллер. «Фарман» тронулся с места и против трибун отделился от земли. А С. И. Уточкин миновав трибуны, сделал крутой поворот вправо и вылетел за забор ипподрома.
Публика разочарована. Немногим счастливцам удастся увидеть, как аэроплан, миновав беговой ипподром, несётся по направлению к Николаевским казармам и далее к реке-Москве. Аппарат уже едва видно. Проходит более получаса томительного ожидания. Публику волнует каждая птица, показывающаяся над трибунами.
Передают, что С. И. Уточкин спустился где-то на Ходынском поле и на ипподром не вернётся.
Но в действительности Уточкин, к великому удовольствию зрителей, опустился около Пресни и затем вернулся на скаковой ипподром, и, описав несколько кругов, спустился. Вместо часа С. И. Уточкин пробыл на воздухе 36 мин. 46 секунд.
Третий подъём — сверх программы, под № 0. С. И. Уточкин кружит над ипподромом, меняя высоту. Пугает зрителей, поднявшись над трибунами и внезапно круто опускаясь вниз, описывает «шестёрку» и спускается. Время полёта 9 мин. 36 сек.
Последний полёт с пассажиром, но не с двумя, как было объявлено. Этим заканчивается официальная часть программы.
Трибуны быстро пустеют. Остаются несколько десятков зрителей, ожидающих ещё чего-нибудь. Но полицейский пристав обходит трибуны и ласково просит не задерживать наряда полиции из-за немногих оставшихся в трибунах зрителей.
Публика, вскоре, разошлась и Уточкин сделал ещё два непубличных полёта. Один раз он поднялся с дамой, а затем с помощником градоначальника полковником В. Ф. Модлем.— 
Уточкин стал первым отечественным авиатором, поднявшим аэроплан в московское небо. Присутствующий при полётах профессор Николай Егорович Жуковский сказал, что у Уточкина помимо знания и умения есть необходимая для авиатора врождённая способность.
Благодаря письмам Александра Дмитриевича Инглези к Георгию Гавриловичу Безвикони известно о полете Сергея Уточкина в Кишинёве, на Немецкой площади (ныне стадион “Динамо”).

Вот что читаем в одном из них: 
Первый аэроплан, при самой мирной обстановке, Кишинев увидел летом 1910 года.
Расклеенные по городу афиши объявляли, что в послеобеденные часы авиатор Уточкин совершит полет на Немецкой площади.
В назначенный день по краям площади были расставлены скамейки и стулья. Места были платные. Само собой разумеется, что не желавшие платить за билеты имели полную возможность наблюдать полет с прилегавших к площади улиц.
Об Уточкине я слышал уже давно, ещё в Петербурге. Тогда выдавались имена Ефимова, Кузнецова.. Позже – Сикорского.
Уточкин подвизался во всех родах спорта. Не отставал он и от авиации, принимая участие в перелетах Петербург - Москва и друг.
Был он маленького роста. Рыжий. Часто можно было видеть его с сигарой во рту.
Когда собралась публика, на середине площади началось снаряжение аэроплана к полету. Суетился возле него и сам Уточкин. Продолжалось это необычайно долго и публика, мало по малу, начала терять терпение. Многие расходились по домам. Наконец, перед самым уже закатом солнца, с шумом затрещал пропеллер, поднялась пыль, аппарат рванулся вперед и пробежав на обтянутых толстыми резиновыми шинами колесах некоторое расстояние по песку, стал подниматься ввысь. Однако маневр этот продолжался недолго: пролетев не очень высоко над крышами окаймлявших площадь со стороны парка – Садовой улицы, аэроплан виделся некоторое время над Боюканским спуском, а затем исчез из виду.
После некоторого ожидания публика была оповещена о том, что Уточкин принужден был снизится в Боюканах благодаря некоторым неисправностям в аппарате. Я ушёл домой. Когда я проходил, приблизительно час спустя, сейчас же после захода солнца по Подольской улице между Боюканской и Мещанской, я снова услышал гул пропеллера и увидел аэроплан, описывавший круг над Немецкою площадью и прилегавшим к ней к кварталам. Тем дело и кончилось.

В тот же вечер я узнал что при втором подъеме (после первого неудачного над Боюканами) Уточкин взял с собой в качестве пассажирки Наталью Ильиничну Суручан, урожденную Кобиеву.
Демонстрации полётов Уточкина собирали многотысячные толпы зрителей. Так, 22 апреля 1910 года в Киеве присутствовало «до 49 00 зрителей». На выступлении Уточкина в Баку 23 октября 1910 года собралось около 20 000 человек. 6 мая 1911 года газета «Курская быль» в заметке «Полёт Уточкина» сообщала, что «публики было видимо-невидимо».
В городе Гомеле полёт Уточкина наблюдал гимназист Павел Сухой, будущий белорусский советский авиаконструктор и отец-основатель знаменитого Конструкторского бюро и фирмы, которая носит его имя. Публичные полёты Уточкина оказали, по словам самого Павла Сухого, столь сильное впечатление, что это определило всю его дальнейшую судьбу и подарило миру ещё одного талантливого конструктора поршневых и реактивных самолётов. Дочь, Ирина Павловна Сухая вспоминала рассказ отца:«…Я шёл с ребятами из гимназии, и вдруг над нашими головами пролетел аэроплан. Это было так неожиданно и удивительно, что дух захватывало. Не птица, а человек летит над нами!»
С большим успехом прошло выступление Уточкина в Минске над Комаровским болотом на северной окраине города.

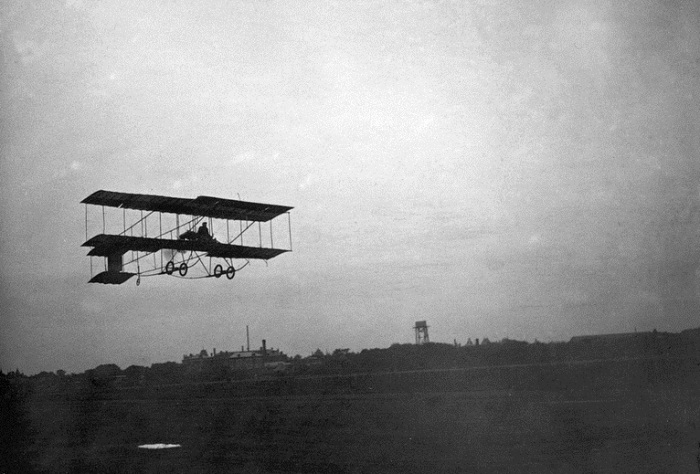
Полёт Сергея Уточкина на биплане «Фарман». Фотограф Сергей Челноков (фотография из Фонда сохранения фотонаследия им. С.Челнокова)

В Киеве полёты Уточкина наблюдали будущий создатель авиационных двигателей Александр Микулин и начинавший авиаконструктор Игорь Сикорский, а также гимназист Константин Паустовский. Через много лет, работая над мемуарами, Паустовский описал увиденное в рассказе «Браво, Уточкин!» и сохранил для потомков восхищение зрителей. Советский авиаконструктор Г. М. Можаровский наблюдал в детстве в Бердянске полёт Уточкина на «Фармане». В своих воспоминаниях он написал: «После того как я увидел летящий в небе аэроплан, мне стало совершенно ясно, что буду пилотом или в крайнем случае конструктором аэропланов. То же самое решили и мои товарищи».
Если дети и подростки сравнительно легко встраивали зрелище полёта неуклюжих на вид первых аэропланов прозываемых этажерками в формирующуюся у них картину мира, то взрослым это давалось нелегко. Писатель Владимир Гиляровский так передал сложную гамму чувств, возникших у него при виде нарушающего привычные представления о порядке вещей парящего в небе летательного устройства:

Конечно, я шёл сюда смотреть полёт Уточкина на аэроплане, конечно, я прочёл и пересмотрел в иллюстрациях все об аэропланах, но видеть перед собой несущийся с шумом по воздуху на высоте нескольких сажен над землёй громадный балаган — производит ошеломляющее впечатление. И посредине этого балагана сидел человек. Значит — помещение жилое. Несущееся по воздуху! Что-то сказочное!… Ещё два круга — всего 9 — описывает аэроплан и опускается плавно и тихо на траву ипподрома. Уточкин выходит под гром аплодисментов перед трибуной. Чествуют победителя над воздухом.— Владимир Гиляровский (Из моих воспоминаний)
В знак признания заслуг Сергея Уточкина в апреле 1910 года в Киеве его наградили Серебряной медалью Киевского общества воздухоплавания «За популяризацию воздухоплавания в России». Пик славы и популярности авиатора в России пришёлся на лето 1910 год, когда он 3 июля в присутствии множества зрителей поднялся в воздух на самолёте «Фарман» с территории Фабрично-заводской, художественно-промышленной и сельскохозяйственной всероссийской выставки в Одессе и перелетел через Одесский залив. Этот был 100-й юбилейный полёт пионера отечественной и мировой авиации, который «Одесские новости» сравнили по важности с перелётом «Блерио через Ламанш».
С 8 сентября по 1 октября 1910 года в Петербурге на оборудованном на месте Коломяжского ипподрома Комендантском аэродроме (в настоящее время здесь пролегают улицы Аэродромная, Королёва, Парашютная и проспекты Богатырский, Испытателей и Коломяжский) состоялся Первый Всероссийский праздник воздухоплавания. На него были приглашены все наиболее известные пилоты России того времени, в том числе — С. И. Уточкин. Для осмотра публики были выставлены аэропланы, привязные воздушные шары, аэростаты и дирижабль. При лётной погоде авиаторы демонстрировали полёты на аэропланах. 21 сентября в состязаниях на точность спуска первый приз получил Сергей Уточкин. 22 сентября в борьбе лётчиков на продолжительность полёта без приземления он занимает второе место, в состязаниях на высоту полёта — третье. Во время соревнований на приз морского ведомства на точность посадки на условную палубу корабля Уточкин был снова вторым после своего основного соперника Михаила Ефимова. Праздник воздухоплавания оказался успешным: его посетило свыше 150 000 человек, и он стал проводиться ежегодно. Трудно переоценить его значение в деле популяризации авиации в России.
В октябре 1910 года в Баку проходила авиационная неделя, ставшая первым в истории Кавказа авиашоу, на которую были приглашены лётчики С. И. Уточкин и А. М. Габер-Влынский. Сергей Уточкин выступал 20—23 октября на аэроплане Фарман. В первый день при многочисленных зрителях он совершил несколько благополучных полётов. На второй и третий день, несмотря на сильный ветер, Уточкин не прекратил показательных полётов. В последний день выступлений самолёт Уточкина, находясь в воздухе, вошёл в штопор, из которого пилоту удалось выйти в последний момент. Бакинцы приветствовали избежавшего гибели авиатора как героя, скандируя его имя и забрасывая букетами цветов.

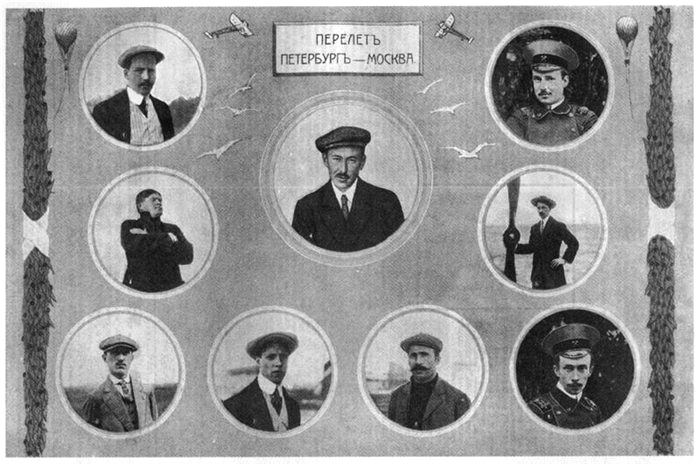
Плакат перелёта «Петербург-Москва». Сергей Уточкин (в среднем ряду слева) среди других участников Первого перелёта из Петербурга в Москву, 10—11 июля 1911 года

Сергей Исаевич Уточкин навсегда вошёл в историю отечественного и мирового воздухоплавания, став участником авиаперелёта из Санкт-Петербурга в Москву в июле 1911 года. Он первым взлетел на оборудованном для дальних перелетов моноплане «Блерио» с Комендантского аэродрома в Петербурге. До Новгорода у Уточкина не было поломок. Но в десяти километрах от города забарахлил мотор. Уточкин приземлился для ремонта, который был произведён в Новгороде. На следующий день он продолжил свой путь, но вскоре сильный порыв ветра бросил «Блерио» вниз. Авария произошла в двадцати пяти километрах от Крестцов, у деревни Вины. Аэроплан был разбит, а Уточкин оказался в больнице.
Газета «Русские ведомости» так подвела итоги ставшему историческим перелету:

Из 12-ти записавшихся на него авиаторов трое совсем отказались от полёта, трое разбились, один разбил свою машину, четверо застряли на промежуточных станциях и лишь один г. Васильев благополучно достиг цели и прилетел в Москву на второй день после отлёта из Петербурга.— «Русские ведомости», 15 июля 1911 года
В благополучном завершении А. Васильевым исторического перелёта сыграл роль и С. Уточкин. Вот как это описывает А. Куприн:

… во время последнего несчастного перелёта (Петербург — Москва) показал Уточкин с великолепной стороны своё открытое, правдивое и доброе сердце. Тогда — помните? — один из авиаторов, счастливо упавший, но поломавший аппарат, отказал севшему с ним рядом товарищу в бензине и масле: «Не мне — так никому». Уточкин же, находясь в аналогичном положении, не только отдал Васильеву свой запас, но сам, едва передвигавшийся от последствий жестокого падения, нашёл в себе достаточно мужества и терпения, чтобы пустить в ход пропеллер Васильевского аэроплана.— Александр Куприн. Уточкин (1915)
Неоднократно аэропланы Уточкина терпели крушение во время полётов, одна из самых тяжёлых аварий произошла возле Новгорода как раз во время июльского перелёта 1911 года из Санкт-Петербурга в Москву, когда Сергей Исаевич Уточкин получил помимо нескольких переломов ещё и сотрясение мозга. Тем не менее через полтора месяца он снова вернулся в авиацию.

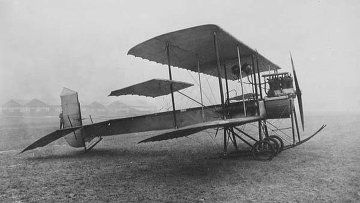
Биплан «Гаккель-VII»

В 1912 году Сергей Уточкин вновь совершал публичные полёты не только в больших, но и в малых российских городах, побывав, в частности, весной 1912 года в станице Каменской на Северском Донце в Области Войска Донского. В расклеенных по станице афишах значилось: «Авиатор совершит воздушный полёт на специальном летательном аппарате тяжелее воздуха „Гаккель-VII“. Авиатор Уточкин совершит на нём определённые манёвры». Стартовав и сделав несколько кругов над станицей, Уточкин приземлился на Христорождественской площади (в настоящее время — пл. Труда), восторженно встреченный собравшимися. Сохранились фотографии, которые Уточкин сделал в полёте. В апреле 1912 года Сергей Уточкин продемонстрировал на биплане «Фарман-IV» первый в Эстонии полёт, стартовав с поля Раадимыйза возле Тарту.
Свои полёты, каждый из которых грозил катастрофой ввиду несовершенства летательных аппаратов того времени, авиатор охарактеризовал следующим образом:

Я — Авиатор… Я летал над морем, над собором, над пирамидами. Четыре раза я разбивался насмерть. Остальные разы — «пустяки». Питаюсь только воздухом и бензином… В общем, я счастливейший из одесситов…— С. И. Уточкин «Моя исповедь» (1913)

### Последние годы и смерть
Перенесённые многочисленные аварии и травмы, сильные головные боли и хроническая бессонница после аварии летом 1911 года, нервное расстройство, — всё это вместе взятое вызвало у С. И. Уточкина душевный надлом, который затем, в 1913 году, перерос в психическое расстройство. Свою лепту внесло злоупотребление сначала болеутоляющими лекарствами, содержавшими морфий, а затем — кокаином и гашишем, с которыми пилот познакомился в 1908 году в Египте во время полётов на воздушном шаре. Определённую роль сыграло и то обстоятельство, что Сергею Исаевичу Уточкину не удалось добиться таких же успехов в воздухоплавании, каких он достиг в спорте, и стать лучшим лётчиком России. К тому же публика, мнением которой так дорожил Уточкин, продолжала видеть в нём спортсмена-эксцентрика, на этот раз воздушного акробата, а не героя-авиатора, что хорошо передал писатель Юрий Олеша:

Он — считается — чудак. Отношение к нему — юмористическое. Неизвестно почему. Он одним из первых стал ездить на велосипеде, мотоцикле, автомобиле, одним из первых стал летать. Смеялись. Он упал в перелёте Петербург — Москва, разбился. Смеялись. Он был чемпион, а в Одессе думали, что он городской сумасшедший.— Юрий Олеша. Цепь (1929)
 В 1911 году с ним порвал отношения А. А. Анатра, что закрыло для Уточкина доступ в Одесский аэроклуб, президентом которого был Анатра.
На основе физических и душевных травм у Сергея Уточкина развилась мания преследования, и он всюду видел скрытых врагов. Постоянно сбегая из одесских клиник, куда на лечение его пытались поместить близкие ему люди и друзья, Уточкин 26 июня 1913 года попытался войти в Зимний дворец в Петербурге с требованием доложить царю, что «известный авиатор нуждается в его защите».
Вот что писала газета «Русский спорт» в № 31 от 4 августа 1913: 

Помешательство авиатора Уточкина. Авиатор Уточкин в последнее время страшно бедствовал, голодал, жил в Петербурге, не имея определённого места жительства, иногда у знакомых, а чаще всего на улице. 26 июля, утром Уточкин, сильно возбужденный ворвался в один из подъездов Зимнего Дворца на Дворцовой набережной и потребовал от швейцара, чтобы тот доложил Его Величеству о приходе известного авиатора Уточкина. Перепугавшийся от неожиданного появления у подъезда неизвестного человека, швейцар поспешил преградить ему дальнейший путь и наскоро объявил, ему, что просьба его невыполнима. Уточкинъ бросился на швейцара и начал наносить, ему побои. В подъезде поднялся переполох. Сбежавшиеся люди окружили несчастного душевно-больного крепким кольцом и, по распоряжению смотрителя дворца, его доставили в канцелярию градоначальника, к дежурному офицеру. Из канцелярии, после осмотра Уточкина полицейским врачем, его препроводили в психиатрическую больницу св. Николая, признав психическое расстройство. По отзывам врачей, Уточкин заболел тяжёлой формой помешательства.
После этого он стал проходить обследование в разных клиниках Санкт-Петербурга, где ему пришлось лечиться почти год.
Об этом периоде жизни Сергея Уточкина писатель Исаак Бабель написал так:

Я видел Уточкина, одессита pur sang, беззаботного и глубокого, бесстрашного и обдумчивого, изящного и длиннорукого, блестящего и заику. Его заел кокаин или морфий, заел, говорят, после того, как он упал с аэроплана где-то в болотах Новгородской губернии. Бедный Уточкин, он сошёл с ума…— Исаак Бабель. Одесса (1916)
Последние годы жизни Сергей Уточкин провёл в Санкт-Петербурге, Кишинёве и родной Одессе в нужде и поисках работы. К этому времени репутация «безумца» прочно закрепилась за ним. Рецидивы душевной болезни, подпитываемые употреблением наркотиков, сменялись нормальным состоянием, но устроить жизнь Уточкин не смог. Постоянных доходов не имел, периодически зарабатывал игрой на бильярде. В «Синем журнале», издаваемом А. И. Куприным, были опубликованы его воспоминания.
Это непростое время в жизни С. И. Уточкина нуждается в исследовании. По существующей версии после начала Первой мировой войны он был произведён в прапорщики и зачислен в автомобильно-авиационную дружину, расположенную в Лигово под Петроградом. Затем, осенью 1915 года, во время одного из полётов Уточкин простудился и заболел воспалением лёгких, от которого и скончался за несколько часов до нового 1916 года. В другой интерпретации, Уточкина в конце 1915 года приняли инструктором в Петроградскую авиационную школу, присвоив чин прапорщика, где он служил около недели, а затем, простудившись в полёте, попал в больницу с воспалением лёгких. Согласно следующей версии, Уточкин после начала войны написал великому князю Александру Михайловичу письмо, в котором просил об аудиенции «для изложения доктрин, которые можно приложить для использования небес в военных целях». Якобы ответа не последовало, и Уточкин тогда отправился в Зимний дворец, откуда его выдворили.
31 декабря 1915 (13 января 1916) года в Петрограде в свои неполные сорок лет, из которых пять были отданы авиации, пионер отечественного воздухоплавания Сергей Исаевич Уточкин скончался в больнице Св. Николая Чудотворца для душевнобольных от кровоизлияния в мозг. В связи с войной смерть его осталась практически незамеченной широкой публикой.
Был похоронен на Никольском кладбище Александро-Невской лавры. На могиле установлен надгробный памятник с надписью, ныне входящий в Перечень объектов исторического и культурного наследия федерального (общероссийского) наследия, находящихся в Санкт-Петербурге.
Писатель Аркадий Аверченко так подытожил дискуссию того времени, кем считать Сергея Уточкина — спортсменом, героем или безумцем:

Если человек долго находится под действием солнечных лучей, он ими пропитывается, его мозг, его организм удерживают в себе надолго эти лучи, и весь его характер приобретает особую яркость, выразительность, выпуклость и солнечность. Эта насыщенность лучами солнца сохраняется на долгое время, пожалуй навсегда. Ярким примером тому может служить Сергей Уточкин — кого мы ещё так недавно искренно оплакали. Он умер и унёс с собой частицу ещё не израсходованного запаса солнца. А излучался он постоянно, и все его друзья и даже посторонние грелись в этих ярких по-южному, пышных струях тепла и радости.— Аркадий Аверченко. Позолоченные пилюли (1916)
Проникновенно о С. И. Уточкине сказал в своём некрологе одесский журналист Ю. Эмброс, хорошо знавший великого одессита как редактор одного из первых в России еженедельных иллюстрированных журналов авиации и спорта — «Спортивная жизнь» (1910—1911):

Громадное большинство знало только Уточкина-спортсмена. Люди, знавшие его близко, с первых же моментов сближения вдруг убеждались: есть ещё другой, тщательно спрятанный от толпы. Мало кто знал мечтателя и романтика, влюблённого в солнце и море, искателя красоты в жизни, в котором было нечто от Дон-Кихота, нечто от Глана, нечто от античного философа-стоика… У его колыбели было много добрых фей, разбросавших свои дары, но злая фея их оплела нитью трагизма.— Ю. Эмброс (Ю. Герценштейн)
Как некролог звучат и строки В. В. Маяковского из поэмы «Москва-Кёнисгсберг»:
От чертёжных дел

седел Леонардо,

чтоб я летел,

куда мне надо.

Калечился Уточкин,

чтоб близко-близко,

от солнца на чуточку,

парить над Двинском.

### Человек в воздухе
Обыденность жизни зачастую мешает увидеть в современниках сверкающие искры таланта. Время расставляет всё на свои места, и Сергей Уточкин предстаёт в глазах нынешнего поколения как спортсмен, пионер авиации и романтик неба. Нам трудно представить и понять тот восторг и воодушевление, которые испытывали люди в начале XX века, — те, кто поднимался в воздух, и те, кто наблюдал за полётами первых летательных аппаратов. Перед глазами изумлённых людей венчалось успехом вековое умственное и физическое стремление человека к полёту. Аэроплан породил новых героев — покорителей воздушной стихии, к числу которых по праву принадлежит С. И. Уточкин. Авиационная эйфория в обществе и ажиотаж вокруг первых полётов объяснялись и тем, что в аэроплане видели не только воплощение торжества научной мысли и техники, но и новый, мистический символ эпохи и предвестие грядущего улучшения и освобождения человечества.
Однако судьба Сергея Уточкина показала, что и в воздухе человек остаётся зависим от земли. Всякое жизнеописание нуждается в заключении, и для этого лучше всего использовать слова самого авиатора, который не только прекрасно разбирался в литературе, но и сам был мастером художественного слова. В 1910 году журнал «Аэро и автомобильная жизнь» попросил Уточкина поделиться с читателями впечатлениями о первом полёте. Описывая его, Сергей Уточкин выразил особое, не до конца понятое окружающими восприятие жизни и мира:

Кажется, я всегда тосковал по ощущениям, составляющими теперь мою принадлежность, — принадлежность счастливца, проникшего в воздух.

Мне часто случалось летать во сне, и сон был упоительным.

Действительность силой и яркостью переживаний превосходит фантастичность сновидений, и нет в мире красок, способных окрасить достаточно ярко могучую красоту моментов, — моментов, могущих быть такими длительными.

Мой первый полёт длился двенадцать минут. Это время ничтожно мало, когда оно протекает в скучной, серой, мертвящей обстановке жизни на земле, но когда летишь, это — семьсот двадцать секунд, и каждую секунду загорается новый костёр переживаний, глубоких, упоительных и невыразимо полных… Сказка оборвалась… Я спустился. Легкий, как сон, стоял аэроплан на фоне восходящего солнца. Трудно было представить, что несколько минут тому назад он жил и свободно двигался в воздухе…— С. И. Уточкин

## Киновоплощение
- В 1962 году на Киностудии имени А. Довженко снят фильм о С. И. Уточкине, — «В мёртвой петле» (режиссёры: Николай Ильинский, Суламифь Цыбульник). В главной роли — Олег Стриженов.  В ролях: Павел Шпрингфельд, Эльза Леждей, Александр Мовчан, Станислав Чекан, Виктор Коршунов, Григорий Тесля, Владимир Дальский, Николай Пишванов, Сергей Петров, Николай Лебедев и др. Сценарий фильма был готов ещё до войны и первоначально роль Уточкина предназначалась Борису Андреевичу Бабочкину. После войны производство фильма было отложено, и после возобновления съёмок роль Сергея Уточкина досталась Олегу Стриженову. В 2001 году киноартист открыл в Одессе памятник легендарному авиатору[48].

## Память
- В Одессе в Городском саду, у входа в кинотеатр «КИНО-УТОЧКИНО» С. И. Уточкину установлен памятник.
- Начиная с 2002 года в Одессе в марте проводится ежегодная велосипедная гонка «Мемориал Уточкина». С 2012 года гонка проходит в трёх возрастных группах и состоит из двух видов: индивидуальной и групповой[49].
- С 1977 года работает «Одесский клуб „Авто-ретро“» имени С. И. Уточкина
- В Одессе потомками авиатора создан мюзик-холл «Уточкин».
- Именем Сергея Уточкина названы улицы:
  - в г. Москва (поселение Рязановское);
  - в Приморском районе Санкт-Петербурга, проходит от Комендантской площади до проспекта Королева;
  - в Терновском районе Кривого Рога;
  - в Железнодорожном районе Воронежа имеется переулок Уточкина, где на доме № 2 находится мемориальная доска, посвящённая пионеру авиации;
  - в поселке Семеновка, Полтавской области Украины.
- Уточкин упоминается в песне А. Городницкого «Воздухоплавательный парк».
- Корней Чуковский упоминает об Уточкине в автобиографической повести «Серебряный герб» как о кумире своего детства.
- Уточкину установлена мемориальная доска на доме в Одессе по адресу — переулок Успенский, дом 23, где он родился и жил с 1876 по 1916 год.
- 26 апреля 2016 года одесский переулок Первый Колхозный стал переулком Уточкина[50].